# Baisheng, Chongqing
Baisheng (kinesiska: 百胜) är en köping i sydvästra Kina. Den ligger i stadsdistriktet Fuling i storstadsområdet Chongqing,  omkring 84 kilometer öster om det centrala stadsdistriktet Yuzhong. Antalet invånare är 41 114. Befolkningen består av 20 263 kvinnor och 20 851 män. Barn under 15 år utgör 18,0 %, vuxna 15-64 år 68 %, och äldre över 65 år 12,0 %.